# 少女のスカートはよくゆれる
『少女のスカートはよくゆれる』（しょうじょのスカートはよくゆれる）は、岡藤真依による日本の漫画作品。Webマンガサイト『Ohta Web Comic』（太田出版）にて、2018年8月30日から2019年1月まで連載された。

## 概要
さまざまな悩みを抱えた少女たちの“性”をテーマに、恋愛の階段を登る過程の少女たちを丁寧に描いた短編作品集である。単行本では『Ohta Web Comic』での連載作に、描き下ろしも追加された。障害者を題材にした話では、実際に脳性麻痺で車いす生活を送っている女性の性体験がモデルとなっている。

## あらすじ
終わらない夏（前編）
保健の授業で、養護教諭からコンドームの使用法を教わる生徒たち。授業後、妙子は、保健室のベッドで休んでいた。妙子には、幼少期の忘れられない体験があった。
終わらない夏（後編）
良太との恋愛がうまくいかない妙子は養護教諭に相談する。そして、良太とひとつになる時、妙子は「学校で教わった方法」を実践する。
壊れもの
脳性麻痺のために車椅子で通学する藤本は、図書館で本を取ってくれた高田に心を奪われる。プールから上がったばかりの高田の姿を想い、藤本は寝床で自分の下着の中に手を入れる。
初恋
陽子の初恋は、同級生のまりえだった。今のまりえには彼氏がいる。陽子は、まりえに彼氏がいるのが許せなかった。
エスケープ
「高校生はラブホテルに入れない」ことを知った男女。カラオケ店、公衆トイレ、映画館と回り、そして、他人に知れらることなく愛し合える「場所」に行きつく。
スカート
養護教諭の白川先生には、過去には初潮をからかわれたり、高校生の時の辛い思い出があった。白川先生に、生徒がスカートに精液をかけられた被害を申告する。
春
いろいろなことがあったけど、白川先生に感謝を込めて卒業。

## 書誌情報
- 岡藤真依『少女のスカートはよくゆれる』太田出版〈単行本〉、2019年4月11日発売[6]、ISBN 978-4-7783-2297-7